# Vladimir Sergiyenko
Vladimir Sergiyenko est un athlète ayant représenté l'URSS dans l'épreuve du saut à la perche.

## Biographie
Troisième des Championnats d'Europe en salle 1978 (5,40 m) derrière son compatriote Vladimir Trofimenko (5,40 m). 

## Palmarès
| Date | Compétition                    | Lieu  | Place |
| ---- | ------------------------------ | ----- | ----- |
| 1979 | Championnats d'Europe en salle | Milan | 3e    |

## Record
| Épreuve          | Performance | Lieu  | Date            |
| ---------------- | ----------- | ----- | --------------- |
| Saut à la perche | 5,45 m      | Minsk | 15 janvier 1978 |